# Дирк Койт
Дирк Койт (на холандски Dirk Kuijt, на диалектен нидерландски се изговаря по-близко до Каут, в Англия наричан Дирк Кайт) е бивш холандски професионален футболист, бивш играч на английския отбор Ливърпул. От 2015 г. играч на Фейенорд.
Най-често е използван като централен нападател. Често играе и като крило.

## Биография
Роден е на 22 юли 1980 г. в холандския град Катвейк ан Зе. Дирк Койт изиграва 233 мача от 1999 до 2006, като пропуска само 5 мача за този период. Бившите му отбори са ФК Утрехт и Фейенорд.
Дирк е третото от общо четири деца. Той е отгледан в малка рибарска вила в Катвейк ан Зе, където неговия баща се занимавал с риболов.
Неговата футболна кариера започва, когато той се записва в местния аматьорски футболен отбор, когато е на 5 години. Успява да пробие в титулярния отбор през месец март на 1998 година и изиграва последните 6 мача от сезона. С изявите си той бива харесан от ФК Утрехт и договорът с елитния отбор не закъснява.

## Утрехт
Койт подписва договор с Утрехт през лятото, когато е на 18 години. Той бързо се превръща в основна единица от състава за Утрехт, като на моменти играе по крилата, но предпочитаната му позиция е в центъра на нападението, заедно със сръбския си съотборник Игор Глушчевич.
През 2002 – 2003, когато Утрехт назначава Фюк Бойе за треньор, той решава че Койт ще се справя по-добре като централен нападател и го праща за постоянно на върха на атаката. Койт му се отблагодарява, отбелязвайки 20 гола в Ередивиси. Благодарение на важните му голове, Утрехт достига финал за Купата на Холандия, където се среща с гранда Фейенорд. Койт бележи един гол, прави 2 асистенции и е в основата за победата с 4:1, дори бива избран за играч на мача. Така Утрехт печели първия си трофеи от години насам, а Койт преминава именно в холандския гранд Фейенорд, където ще трябва да заместни местния любимец Пиер Ван Хойдонк.

## Фейенорд
Във Фейенорд Дирк Койт бързо се превръща в любимец на феновете, благодарение на многото си голове. В първия си сезон в отбора от Ротердам Койт бележи 20 гола в първенството. Първия си хеттрик бележи през 2004 – 2005 срещу Де Граафсхап. Само няколко дена по-късно Дирк отново вкарва 3 гола, този път за успеха над Адо Ден Хааг с 6:3. Така холандецът завършва сезона с 29 отбелязани гола, което е рекорд в досегашната му кариера.
През лятото на 2005 година идва и интереса от големите европейски клубове – Ливърпул и Тотнъм проявяват сериозен интерес към него, но до трансфер не се стига. Който получава капитанската лента в клубния си отбор и отново прави чудесен сезон, бележейки 25 гола.
В началото на летните месеци от 2006 година Койт отново получава оферти от английските водещу клубове, като най-настоятелни са Ливърпул и Нюкасъл. Въпреки интереса от тези отбори, Койт заявява, че се чувства щастлив във Фейенорд, но би се радвал някой ден да играе в голям отбор от Висшата лига. Преговорите и спекулациите продължават, но до трансфер все още не се стига. Все пак на 16 август всичко се смята за договорено – мениджъра на Нюкасъл Глен Рьодер наблюдава на живо Дирк срещу Ейре. Рьодер остава очарован от играта му и веднага праща оферта до собствениците на Фейенорд, които обаче не я приемат. Английският гранд Ливърпул се възползва от ситуацията, като предлага по-висока сума от Нюкасъл и се сдобива с подписа на холандския голаджия на 18 август.

## Ливърпул
Още при представянето си в Ливърпул, Койт заявява: Винаги съм си мечтаел да играя в голям клуб като Ливърпул и се радвам, че това стана. Който прави дебюта си на 26 август срещу Уест Хям, влизайки като резерва. Първият му мач като титуляр е срещу ПСВ, като оттогава е първи избор в нападението на Ливърпул почти във всеки мач. В третия си мач за „мърсисайдци“ Койт бележи първия си гол – това става на 20 септември срещу Нюкасъл в мач на Анфийлд. В следващия мач той отново се разписва, като този път е срещу Тотнъм. Койт бележи гол и в трети пореден мач – срещу Астън Вила. След две седмици русият стрелец отново бележи, този път срещу Рединг.
Дирк Койт печели много хвалби, заради силната си игра и отбелязаните си голове – както от феновете на „червените“, така и от английските критици. Койт става известен с това, че след всеки мач отива на корнера и благодари за подкрепата на феновете.
На 20 февруари 2007 година Дирк бележи гол срещу Челси, само 4 минути след като е влязъл на мястото на съотборника си Питър Крауч. С първия си гол срещу отбор от Топ-4 на английския футбол, Койт се превръща в основна фигура за първата победа на своя треньор Рафаел Бенитес срещу Жозе Моуриньо.
Голаджията играе основна роля и при изпълнението на дузпите срещу Челси за полуфинала от Шампионската лига, като отбелязва победната дузпа и праща отбора си на финал в най-престижния клубен турнир.
Дирк започва новия сезон добре, отбелязвайки гол срещу Тулуза за 4:0 в третия предварителен кръг от Шампионската лига.
Койт вкарва два гола от дузпа, които носят победа на Ливърпул срещу градския съперник Евертън.
Въпреки че почва добре сезона, холандеца постепенно загуби формата си и разочарова доста фенове. Той не успя да се разпише цели 13 мача, но все пак прекъсна головата си суша срещу Барнзли в 5-ия кръг на ФА Къп.
На 19 февруари 2008 година, Койт прави един от най-добрите си мачове за последните месеци, като е в основата за добрата игра на Ливърпул срещу италианският шампион Интер. Койт успява да отбележи ценният първи гол за „мърсисайдци“ в 85-а минута, а 5 минути по-късно неговият съотборник Стивън Джерард вкарва втори гол.
След мача Койт дава интервю пред официалния сайт на Ливърпул. Той споделя, че лошите моменти в кариерата вече са зад гърба му и той гледа само напред, вярвайки че отново предстоят силни моменти за него и отбора му.

## Успехи
ФК Утрехт
- шампион
- 2002/2003 Купа на Холандия

- финалист
- 2003/2004 Купа на Холандия

 ФК Ливърпул 
- шампион
- 2011/2012 Карлинг Къп

 Фенербахче 
- Шампион на Турция – 2013/14
- Купа на Турция – 2012/13
- Суперкупа на Турция – 2014